# Haliplus morii
Haliplus morii (лат.) — вид жесткокрылых насекомых из семейства плавунчики. Распространён в Японии (Tohoku Region). Длина тела имаго около 3 мм. От близких видов отличается следующими признаками: голова полностью чёрная; чёрные отметины на надкрыльях нечёткие; пенис полностью крупный, вершина закруглена. Пронотум без plicae (короткие бороздки на базально-средней части). Голова сильно и густо пунктированная, лабрум тёмно-жёлтый. Расстояние между глазами 1,7—2,0× ширина одного глаза. Антенны и щупики жёлтые. Переднеспинка и надкрылья желтовато-коричневые. В типовой местности преобладают рисовые поля на равнинах. Вид назван в честь Mr. Masato Mori, который первым заметил существование этого вида.